# Cyrtandra dasymallos
Cyrtandra dasymallos là một loài thực vật có hoa trong họ Tai voi. Loài này được Olive Mary Hilliard và Brian Laurence Burtt mô tả khoa học đầu tiên năm 2004.